# Adeulgwa ttal
Adeulgwa ttal (hangul: 아들과 딸) – południowokoreański serial telewizyjny emitowany na antenie MBC. Był emitowany od 3 października 1992 roku do 9 maja 1993 roku, w soboty i niedziele o 20:00.
Odcinek z 21 marca 1993 roku osiągnął najwyższą oglądalność 61,1%, średnia oglądalność serialu wyniosła 49,1% (według AGB Nielsen).

## Obsada
- Choi Soo-jong jako Lee Kwi-nam, brat bliźniak Hoo-nam
- Kim Hee-ae jako Lee Hoo-nam, siostra bliźniaczka Kwi-nam
- Chae Shi-ra jako Mi-hyun
- Oh Yeon-soo jako Sung-ja
- Kwak Jin-young jako Lee Jong-mal
- Han Suk-kyu jako Suk-ho
- Baek Il-seob jako Lee Man-bok
- Jung Hye-sun jako matka Hoo-na i Kwi-nam
- Go Doo-shim jako matka Mi-hyun
- Park Hye-sook jako matka Sung-ja
- Sunwoo Eun-sook jako Soon-mi
- Jun In-taek jako Seo Joon-pyo
- Park Se-joon jako Kyu-tae
- Yoon Chul-hyung jako DJ Joon
- Kwon Jae-hee jako Lee Jong-sook

## Nagrody
| Rok  | Ceremonia                | Nagroda                       | Nominowany    | Wynik   |
| ---- | ------------------------ | ----------------------------- | ------------- | ------- |
| 1993 | MBC Drama Awards         | Top Excellence Award, Actor   | Choi Soo-jong | Wygrana |
| 1993 | MBC Drama Awards         | Wielka nagroda (Daesang)      | Kim Hee-ae    | Wygrana |
| 1993 | MBC Drama Awards         | Najlepszy nowy aktor          | Han Suk-kyu   | Wygrana |
| 1993 | 29. Baeksang Arts Awards | Najlepsza aktorka (TV)        | Kim Hee-ae    | Wygrana |
| 1993 | 29. Baeksang Arts Awards | Wielka nagroda (Daesang) (TV) | Kim Hee-ae    | Wygrana |
| 1994 | 30. Baeksang Arts Awards | Najlepsza aktorka (TV)        | Jung Hye-sun  | Wygrana |